# Nu, pogodi!
Nu, pogodi (rus. Ну, погоди!, hrv. Daj, pričekaj! ili Zeko, čuvaj se![nedostaje izvor]) ruski je crtani film u nastavcima, osobito popularan u zemljama Istočnoga bloka. Pokazuje avanture simpatičnog zeca (rus. zajac), kojeg pokušava uloviti vuk (rus. volk). Prilikom toga prolaze kroz puno zabavnih avantura, u kojima zec uvijek pobijedi. Ima malo govora. Na kraju svakog nastavka i još jednog neuspjeha, vuk kaže: "Nu, Zajac, pogodi!" ("Daj, pričekaj Zeče!"). Ponekad se javljaju i drugi likovi. Crtani film sadrži i pjesme.
Crtani film je djelo moskovskog filmskog studija Sojuzmultfilm. Premijera prvog nastavka dogodila se 1. siječnja 1969. godine. Nastavci od 17. do 20. nastali su naknadno i djelo su drugih filmskih studija. Crtani film je nastao kao odgovor Sovjetskog Saveza na američke crtane filmove, kao što su: Ptica trkačica ili Tom i Jerry.
Vjačeslav Kotionočkin je scenarist i redatelj nastavaka 1. do 16. nastalih u razdoblju od 1969. do 1993. Za 17. i 18. nastavak, redatelj je bio Vladimir Tarasov. Godine 2005., sin redatelja izvorne verzije, Aleksej Kotionočkin odlučuje nastaviti rad oca i pokreće dva nastavka. 
Glasove vuku i zecu u razdoblju 1969. – 1986. posuđuju Anatolij Papanov (vuk) i Klara Rumjanova (zec). Nakon smrti Anatolija Papanov, koji je bio proslavljeni ruski glumac, nastupila je duga pauza i novi nastavci počeli su se snimati tek 6 godina kasnije, kada se iskoristio prethodno snimljen Papanov glas. 